# Processo (revista)
Processo é uma revista política e social mexicana. Fundada em (6 de novembro de 1976) por Julio Scherer García, Miguel Angel Granados Chapa, Vicente Leñero, Proceso também cobre esportes, arte, cultura entre outros temas.